# Klub Zion
Klub Zion byl hudební reggae klub (hrál se zde i drum and bass, jungle, hip hop a další styly), který fungoval v letech 2000–2004 na pražském Žižkově v Cimburkově ulici č.p. 14. Jeho zakladatelem byl DJ Lionhead. V klubu se koncem roku 2002 uskutečnil první DJský turnaj 45 Clash a i v následujících letech klub tyto turnaje hostil. V klubu mimo jiné hráli soundsystém Gardenzitty, DJ Babylonjocker, Liquid A, Mighty Lemon, folkový zpěvák Jim Čert a mnoho dalších. Klub byl uzavřen v únoru roku 2004 a zakrátko přestavěn na hotelový foyer.

## Etymologie
Význam názvu „Zion“ nelze v této souvislosti věrohodně doložit. V reggae komunitě je však pod pojmem „Zion“ zahrnuta svatá země členů náboženského hnutí rastafari (pravděpodobně Etiopie či Jamajka), tak jak o tom zpívá slavný reggae zpěvák Bob Marley v písni Iron Lion Zion. Tento „Zion“ je však pravděpodobně odvozen od hory Sijón v Jeruzalémě, kde podle Bible sídlil král David v tzv. Davidově městě a kde byla ukryta Archa úmluvy.

## Popis
Klub Zion nebyl velký. Nacházel se v přízemí činžovního domu v ulici Cimburkově č.p. 14 na pražském Žižkově. Byl tvořen 3 malými místnostmi a záchody. Vstupní místnost byla přepážkou rozdělena na dvě části. U vstupu stál stůl a několik židlí včetně sudů s pivem. Druhá místnost za přepážkou napravo byla určena pro bar a mixážní pult s gramofony. Z první místnosti bylo možno vystoupat po schodech do druhé, kde byl stolní fotbal a jeden stůl se židlemi. Odtud se dalo pokračovat chodbou k záchodům, nebo do speciální místnosti za barem, kde se nacházel jeden stůl a sofa. Dekorace klubu byla barevná s nástěnnými malbami a stěnami polepenými malůvkami a informačními plakáty. Okno do ulice bylo zatemněno.